# Дейра
Дейра (др.-англ. Derenrice или Dere; лат. Deira) — англосаксонское королевство, образованное англами, которые поселились в середине VI века на территории современной северо-восточной Англии.
Территория Дейры примерно соответствует современным английским графствам Восточный райдинг Йоркшира и Йорк и простирается от реки Тис до реки Хамбер. В середине первой трети VII века она объединилась со своим северным соседом Берницией, чтобы сформировать более крупное королевство Нортумбрию, границы которого в дальнейшем значительно расширились.

## Этимология
Название королевства имеет бриттские корни, происходя из пракельтского *daru «дуб» (derw в современном валлийском), которое является когнатом названий таких мест как Деруэнт, Дервентио и Лондондерри.

## История

### До англосаксов

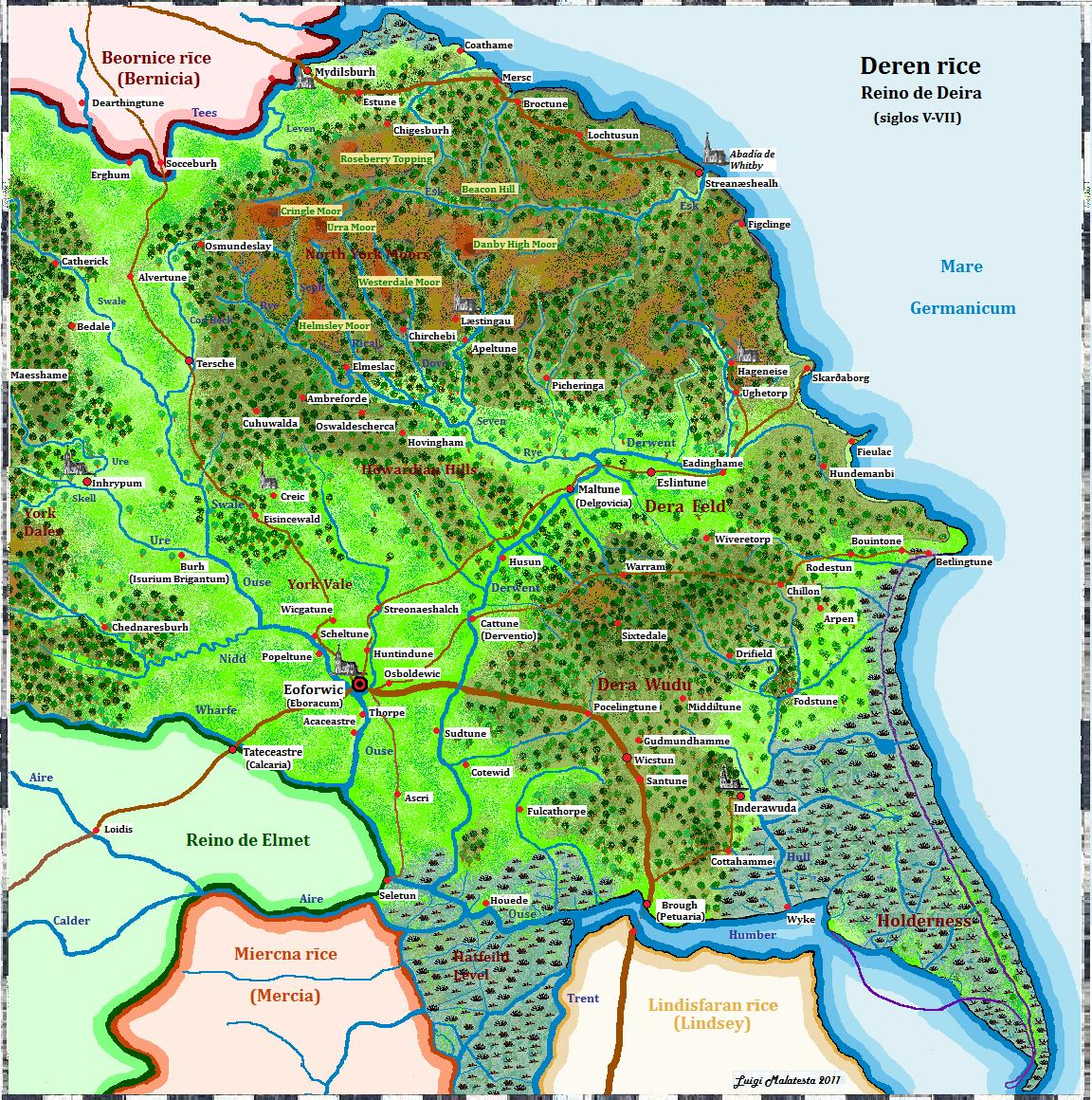
Королевство Дейра

После ухода римлян из Британии на севере Англии появились бриттские племенные королевства, сохранявшие доримские границы. Территория от Хамбера до реки Тис соотносится с королевством паризиев, имевшим западную границу с Элметом и северную границу с Бринейхом.
Изначально королевство паризиев могло иметь столицу в каструме Петуария (ныне Бро), так как археологические свидетельства показывают повторное укрепление поселения, но она начала терять своё значение с середины IV века, возможно из-за заиливания гавани. После этого столицей мог стать Дервентио (ныне Малтон).
Неизвестно, было ли королевство паризиев независимым. О нём не сохранились упоминаний в родословных, поэмах или летописях. Тем не менее, в начале V века возле него возникли независимые королевства Элмет и Бринейх. В валлийской литературе Дейра была частью Древнего Севера, состоявшего из множества мелких королевств, образовавшихся после смерти Койля.

## Генеалогия королей Дейры

### Мифическое происхождения Эллы
Англосаксонские хроники возводят родословную мифических предков Эллы к верховному богу англосаксов Одину:
- Фритовульф
  - Воден
    - Ведди (Вегдег)
      - Сегар (Сиггар)
        - Сведди (Субдег)
          - Сигет (Сиггеот)
            - Себбальд (Себальд)
              - Сефугул («Морская птица»)
                - (Сеомел)[6]
                  - Весторуалкна («Западный ястреб»)
                    - Вилгис (Вилгилс)
                      - Ускфри (Вускфри)
                        - Иффи
                          - Элла

Ненний в своей «Истории бриттов» (лат. Historia brittonum) также возводит генеалогическое древо мифических предков Эллы к верховному богу англосаксов Одину:
- Воден
  - Белдег
    - Бронд
      - Сиггар
        - Сибальд (Себальд)
          - Зегульф
            - Соемил (Соемел)
              - Сгуртинг
                - Гиулглис (Вилгис, Вилгилс)
                  - Улфри (Вускфри)
                    - Иффи
                      - Элла
                      - Эльфрик[8]
                      - Эдвин Святой[7]
                        - 2 сына[7]

                      - Осфрит[7]
                      - Энфрит[7]

### Историческая династия
Генеалогическое дерево династии Эллингов, монархи выделены жирным шрифтом:
- Элла король Дейры в 559—588 годах[9]
  - Аха (Ача) муж: Этельфрит король Нортумбрии в 593—616 годах
  - Эдвин Святой король Нортумбрии в 616—633 годах; 1-я жена: Квенбурга, дочь короля Мерсии Керла; 2-я жена: Этельбурга, (ум. в 647 году), дочь короля Кента Этельберт I
    - Энфледа (род. ок. 625 года); муж: Освиу король Нортумбрии в 642—670 годах
    - Осфрит (убит в 633 году)
      - Иффи

    - Ускфреа
    - Эдфрит (убит после 633 года)
    - Этельхун
    - Этельтрит

  - NN
    - Херерик (родители неизвестны, племянник Эдвина); жена: Брегусвит
      - Хильда аббатиса Уитби, святая
      - Хересвита муж: Этельхер
- Этельрик (Эльфрик)[K 1] король Дейры в 588—604 годах
  - Осрик король Дейры в 633—634 годах
    - Освин король Дейры в 644—651 годах

## В астрономии
В честь Дейры назван астероид (1244) Дейра, открытый 25 мая 1932 года южноафриканским астрономом Сирилом Джексоном в обсерватории Йоханнесбурга. Родной город Джексона Оссетт находится на бывшей территории Дейры.

## Комментарии
1. ↑  Некоторые историки считают, что Этельрик и Эльфрик это два разных человека: Этельрик был сыном Эллы, а Эльфрик — его братом, однако достоверность этой информации подвергается сомнению[8].